# Кнопка (інформатика)

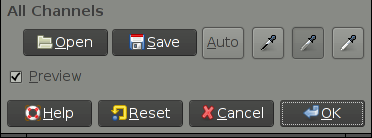
Різні типи кнопок в GTK+.

Кнопка — елемент графічного інтерфейсу комп’ютерних програм, є метафорою кнопки в техніці і, відповідно, зображується схоже з нею, виконує аналогічні функції. При натисканні на неї відбувається програмно пов’язана з натисканням дія (наприклад, закриття вікна).
У широкому сенсі, кнопкою називають будь-який екранний елемент з окресленою межею, натискання на який призводить до якоїсь дії.
Кнопка має два стани — «натиснуто» і «відпущено», також може бути зафіксований стан (зберігається поточний стан після завершення натискання). Для керування з клавіатури, кнопка може бути забезпечена керованим фокусом вводу: при отриманні фокусу, клавіатурний ввід (зазвичай — пробіл) ініціює натискання на кнопку. 
Зміна стану кнопки може відображатися на екрані. Залежно від стилю візуального виконання, кнопка може мати як опуклий, так і вгнутий або плоский вигляд. Також при «натисканні» найчастіше візуально імітується її втиснення в поверхню.
Кнопка, що входить до групи кнопок з залежною фіксацією для вибору одного із запропонованих варіантів, виділяється в спеціалізований елемент управління — радіокнопку.
Група кнопок схожої функціональності може бути об’єднана в єдину панель інструментів.